# Norbert Hinske
Norbert Hinske (* 24. Januar 1931 in Berlin) ist ein deutscher Philosophiehistoriker, Hochschullehrer, und Kant-Spezialist.

## Leben
Hinske studierte Philosophie, katholische Theologie und klassische Philologie an der Philosophisch-Theologischen Hochschule Sankt Georgen, dem Berchmanskolleg sowie den Universitäten München, Freiburg und Berlin.
Im Jahr 1952 wurde er Lizentiat der Philosophie am Berchmannskolleg. 1955 wurde Hinske in Freiburg promoviert. Im Jahr 1966 wurde er von der Philosophischen Fakultät der Freien Universität Berlin habilitiert. 1969 wurde er ebenda zum Wissenschaftlichen Rat und Professor ernannt. Im Jahr 1970 wurde er zum Ordentlichen Professor der Philosophie an der neu errichteten Doppeluniversität Trier-Kaiserslautern (seit 1975 Universität Trier) berufen. 1973 bis 1975 war er Geschäftsführer des Engeren Kreises der Allgemeinen Gesellschaft für Philosophie in Deutschland, 1982 bis 1986 war Mitglied des Vorstandes der Deutschen Gesellschaft für die Erforschung des achtzehnten Jahrhunderts. Im Sommersemester 1988 bis 1992 war Hinske Mitglied des Präsidiums des Deutschen Hochschulverbandes. Im Jahr 1991 hatte er eine Gastprofessur in Jena inne.
Norbert Hinske hat sich insbesondere mit der deutschen Philosophie des 18. Jahrhunderts befasst. Neben Immanuel Kant und Moses Mendelssohn im Besonderen gilt sein Interesse auch Christian Wolff, Johann Heinrich Lambert und Hermann Samuel Reimarus.

## Auszeichnungen und Mitgliedschaften
Am 5. Juni 2000 wurde ihm die Ehrendoktorwürde der Theologischen Fakultät Trier verliehen. Seit 2009 ist er Mitglied der Akademie gemeinnütziger Wissenschaften zu Erfurt. Zudem ist er ordentliches Mitglied der Accademia Nazionale dei Lincei und Ehrenmitglied der japanischen Kant-Gesellschaft.
Seit Februar 2019 ist Norbert Hinske Mitglied der AfD. Diese setzte ihn sodann auf den „Ehrenplatz“ (letzten Platz) ihrer Kandidatenliste für den Trierer Stadtrat. Hinske war zunächst SPD-Mitglied und trat im Jahr 1969 in die CDU ein. Aus dieser trat er im Dezember 2018 aus.

## Schriften
- Kants Weg zur Transzendentalphilosophie. Der dreißigjährige Kant, W. Kohlhammer Verlag, Stuttgart-Berlin-Köln-Mainz, 1970.
- Lebenserfahrung und Philosophie, Frommann-Holzboog, 1985.
- mit Erhard Lange und Horst Schröpfer: Der Frühkantianismus an der Universität Jena von 1785–1800 und seine Vorgeschichte. Frommann-Holzboog Verlag, Stuttgart-Bad Cannstatt 1995, ISBN 3-7728-1533-2.
- Kant als Herausforderung an die Gegenwart, Alber Karl, 1997.
- Tra illuminismo e critica della ragione: studi sul corpus logico kantiano, Scuola normale superiore, 1999.
- Ohne Fußnoten, Königshausen & Neumann, 2000.
- Die Puppenmacherin an meiner Seite, Frieling-Verlag, 2009.
- Abseits der Trampelpfade: Reflektionen eines Wiederholungstäters, Königshausen & Neumann, 2009.
- Unbelehrbar inkorrekt. Königshausen & Neumann, 2016.
- Vernunft, Wissen, Glaube, Springer VS, 2023